# Albericus valkuriarum
Albericus valkuriarum és una espècie de granota que viu a Papua Nova Guinea.
Està amenaçada d'extinció per la pèrdua del seu hàbitat natural.